# Subdomena

Subdomena – adres internetowy, który przynależy do domeny głównej lub domeny wyższego poziomu
System DNS zezwala maksymalnie na 127 poziomów zagnieżdżenia, 63 znaki na etykietę jednego poziomu z ograniczeniem długości całego adresu do 255 znaków.
Przykładowo adresy "wikipedia.strona.pl" oraz "informatyka.strona.pl" przynależą do domeny głównej "strona.pl" i są jej subdomenami. Strona "strona.pl" jest także subdomeną domeny najwyższego poziomu (TLD) o nazwie "pl". Także często stosowany przedrostek "www" jest w rzeczywistości subdomeną i np. "www.adres.pl" oraz "adres.pl" mogą wskazywać na 2 różne strony internetowe.

## Zastosowania
Subdomeny stosuje się najczęściej do rozgraniczenia różnych części serwisu, czy różnych serwerów danej witryny. Na przykład często główna strona danej firmy znajduje się pod adresem "firma.pl", jej forum – "forum.firma.pl", a sklep – "sklep.firma.pl". W drugim przypadku – rozgraniczenia serwerów – spotykamy się np. z wieloma bazami danych czy serwerami plików o innych przedrostkach (np. "mysql1.strona.pl", "mysql2.strona.pl")